# Jens-Frederik Chantelou
Jens-Frederik Chantelou, född 7 maj 1893 i Köpenhamn, död 28 oktober 1975, var en dansk geodet.
Chantelou blev premiärlöjtnant 1914, genomgick Hærens officersskoles geodetiska kurs 1917–1919 och dess stabsavdelning 1920–1922. Han tjänstgjorde i generalstabens topografiska avdelning 1919–1927, blev kapten 1926 och var kompanichef 1927–1928. Han var lärare i officersskolans specialklass i fältmässig mätning 1924–1928, i lantmäteri 1926–1936, i geodesi 1926–1946, lärare i geodesi vid Forsvarsakademiet 1951–1952, mottog Andræ's minnesstipendium och var överstelöjtnant i reserven 1946–1958. Han var avdelningschef vid Geodætisk Institut 1928–1963. Han deltog i Baltiska geodetiska kommissionens möten i Riga 1927, i Köpenhamn 1930 och i Helsingfors 1936. Han var ledare för geodetiska expeditioner till Grönland 1935, 1938, 1946, 1947, 1948, 1949, 1950, 1951 och 1952 samt till Island 1955.